# Ломази (гміна)
Гміна Ломази (пол. Gmina Łomazy) — сільська гміна у східній Польщі. Належить до Більського повіту Люблінського воєводства.
Станом на 31 грудня 2011 у гміні проживало 5249 осіб.

## Площа
Згідно з даними за 2007 рік площа гміни становила 200.43 км², у тому числі:
- орні землі: 70.00%
- ліси: 24.00%

Таким чином, площа гміни становить 7.28% площі повіту.

## Населення
Станом на 31 грудня 2011:
| Опис     | Загалом | Загалом | Чоловіки | Чоловіки | Жінки | Жінки |
| -------- | ------- | ------- | -------- | -------- | ----- | ----- |
| одиниця  | осіб    | %       | осіб     | %        | осіб  | %     |
| все      | 5249    | 100     | 2613     | 49.78    | 2636  | 50.22 |
| міське   | 0       | 100     | 0        |          | 0     |       |
| сільське | 5249    | 100     | 2613     | 49.78    | 2636  | 50.22 |

## Сусідні гміни
Гміна Ломази межує з такими гмінами: Біла Підляська, Дрелюв, Комарувка-Подляська, Піщаць, Россош, Соснувка, Тучна, Вішніце.

## Історія
За польськими підрахунками станом на 2 червня 1947 року, у гміні Ломази налічувалося 11 українців (4 родини), які підлягали виселенню у північно-західні воєводства згідно з планом депортації українського населення у рамках операції «Вісла».